# Сочиво
Со́чиво — постное блюдо, приготовленное из зёрен пшеницы или других злаков с маком и подаваемое в Рождественский или Крещенский сочельник (канун Рождества Христова и Крещения Господня), иногда его синонимом выступает слово «кутья». Ранее сочивом называли сок из конопляных, маковых и других семян, употребляемых вместо масла.
Раньше считалось, что от слова «сочиво» происходит название сочельника (сочевника). Согласно Этимологическому словарю Фасмера, слово «сочельник» происходит от др.-рус. сочьньник, которое, в свою очередь, от слова сочень — «вид лепёшки на конопляном масле».

## Этимология
В древнерусском языке сочиво имело следующие значения: 1) общее название бобовых и их плодов; 2) зерно чечевицы; 3) похлёбка из бобовых.
Согласно Этимологическому словарю Фасмера, сочиво в значении «сок, молоко из семян; кушанье из семян» является производным от слова «сок». Как его параллели в других языках Фасмер приводит: др.-рус. сочиво «зерно чечевицы», церк.-слав. сочиво (др.-греч. φακός), болг. сочиво́ «похлёбка», сербохорв. сȍчиво «чечевица, бобовые», словен. sočȋvo (предыдущее значение).
Украинский филолог С. А. Яценко также предполагает, что сама праславянская лексема *sočivo образована для обозначения жидкости, содержащейся в зёрнах растений. Подтверждением этой версии являются значение этого слова в современных восточнославянских языках, где оно означает «сок из конопляных, маковых и т. п. семян, употребляемый вместо масла; кушанье на таком соке, с таким соком».